# Bandera de Trescasas
La bandera de Trescasas es uno de los símbolos de Trescasas, municipio de la provincia de Segovia, comunidad autónoma de Castilla y León, en España.

## Descripción
La bandera de Trescasas fue oficializada el 23 de mayo de 2011, y su descripción es la siguiente:

«Bandera rectangular de proporciones 2:3 formada por cinco franjas horizontales, en proporciones ¼ las Exteriores y la central y 1/8 las intermedias, siendo la superior azul, verde la central, roja la inferior y blancas las intermedias.»
Boletín Oficial de Castilla y León n.º 98/2011

## Representación

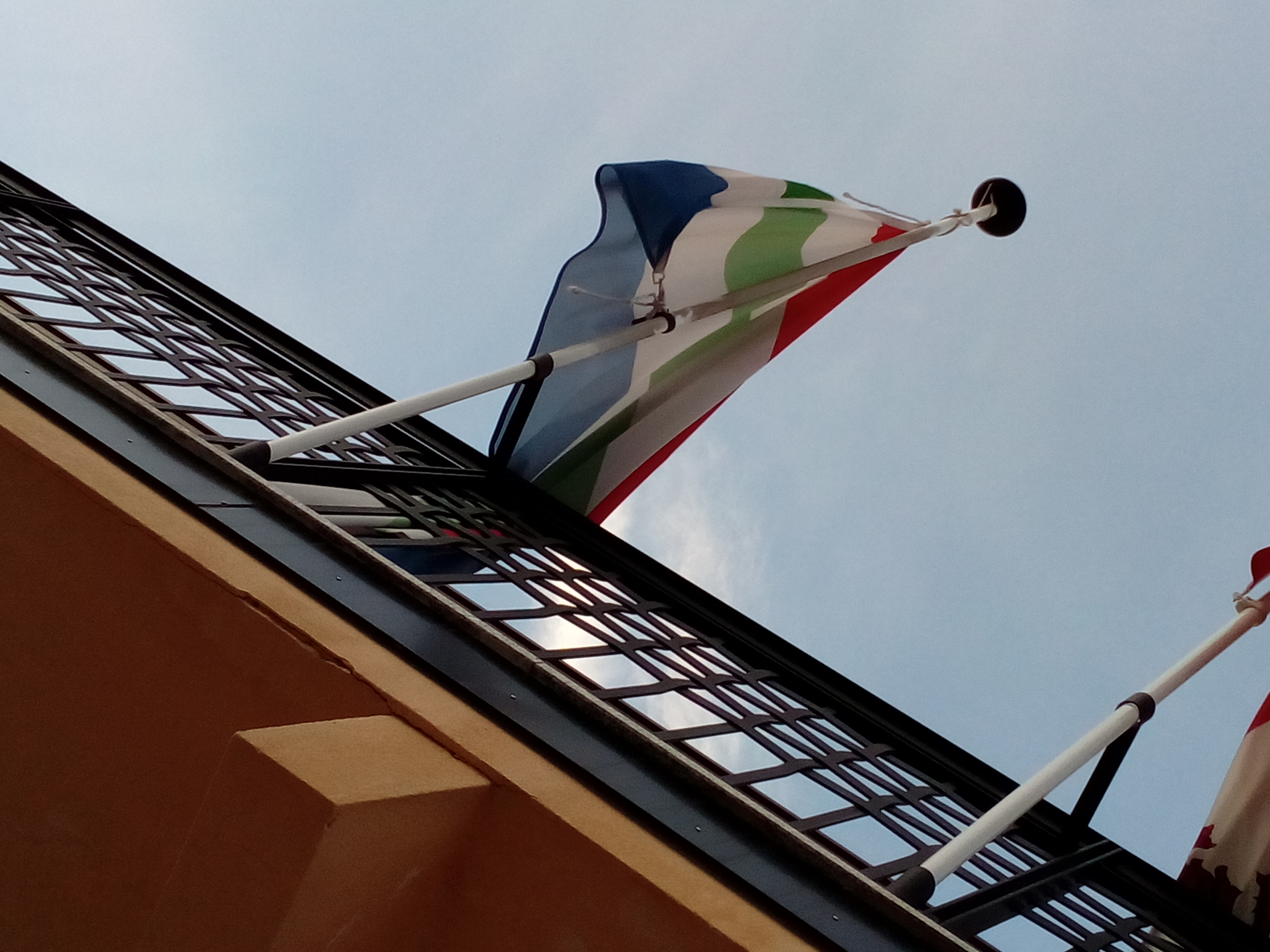
Bandera colgada de la casa consistorial.

Cada color de la bandera de Trescasas representa una característica del municipio.
Azul: Representa al rey Carlos III rey que mandó construir la actual iglesia de Trescasas cuando iba a cazar a los entornos del municipio.
Verde: Representa a las ovejas las cuales eran esquiladas durante el verano en el municipio.
Rojo: Representa a las tres casas de esquileo que hay en la localidad.